# La leggenda del drago
La leggenda del drago (Legend of the Dragon) è una serie animata del 2005 prodotta dalla BKN International (una emittente televisiva in sindacazione statunitense). Si compone di 39 episodi, 26 per la prima stagione e 13 per la seconda.

## Sinossi
In una Cina non molto antica i fratelli gemelli (eterozigoti) Ang e Ling Leung, nati nell'anno del dragone, studenti di arti marziali presso il maestro Chin, apprendono i segreti delle forze cosmiche e del loro bilanciamento. Prima che il vecchio maestro scompaia, un nuovo campione dovrà essere scelto per mantenere gli equilibri dell'universo, e scelto fra i due fratelli. Ling si aspetta di essere lei a dover custodire il bracciale del drago dorato, ma la scelta ricade invece su suo fratello Ang. Vistasi scartata e delusa nelle sue aspettative, si allea col malvagio Maestro dello Zodiaco, per conquistare tutti i dodici bracciali dello zodiaco cinese ed il loro potere. Inizia così una lotta fra le forze del bene e quelle del male, ma soprattutto per Ling, una lotta fra i suoi sentimenti e le sue passioni, sempre a cavallo fra ostilità ed affezione nei confronti del fratello gemello Ang.

## Personaggi

### Personaggi principali
- Ang Jouyan, Drago Dorato: Frivolo ragazzo adolescente di quindici anni, appassionato di film e videogiochi, si trova improvvisamente costretto a maturare nel momento in cui diviene il nuovo Drago dorato, con la nuova responsabilità di dovere bilanciare l'equilibrio universale di Yin e yang, fra luce e tenebra. Voce originale: Alan Marriott, voce italiana: Francesco Pezzulli.
- Ling Jouyan, Drago Ombra: Ragazza molto portata verso le arti marziali, dal carattere dolce e compassionevole, le piacciono moltissimo i cani; tuttavia, è priva di pazienza e pacatezza. La delusione per essersi vista soffiata la carica di Drago Dorato la spinge a cambiare bandiera e ottenere la sua promozione servendo il malefico stregone, il Maestro dello zodiaco, ottenendo il bracciale che le permette di acquisire il potere del Drago Ombra. Voce originale: Larissa Murray, voce italiana: Antonella Baldini.
- Woo Yin: Per potere sbilanciare l'universo a proprio vantaggio, ha bisogno dei bracciali zodiacali del potere; per conquistare il più potente di essi, il bracciale del segno del drago dorato, scommette su di Ling il suo bracciale del drago ombra; di certo alla fine della contesa tutti i bracciali dovranno tornare sotto il suo controllo, e nessuna parte di potere vorrà dividere con nessuno. Voce originale: Gary Martin, voce italiana: Stefano De Sando.
- Maestro Chin: Vecchio e saggio Maestro di Tai chi. È stato anche lui guardiano (del maiale). Voce originale: Dan Russell, voce italiana: Luciano De Ambrosis.
- Xuan Chi, Guardiano della Scimmia: Ragazzo buono ma ingenuo, Xuan porta sempre una maschera di trucco in volto, dato che il suo bracciale del potere è stato trafugato da dei ladri. Voce originale: Mark Silk, voce italiana: Marco Baroni.
- Beingal, Guardiana della Tigre: Allieva del maestro Chin al pari dei gemelli Leung, è guardiana al tempio della tigre, e combatte al fianco di Ang. Il suo tempio nella giungla cinese è coperto da una cascata. Il tempio è sempre protetto dalla tigre di Beingal: Shairon. Voce originale: Lucy Porter, voce italiana: Stella Musy.

### Personaggi secondari
- L'imperatore dello Yin: Antagonista principale negli episodi 26-39. Possiede una sorella minore di nome Yin-Wi.
- Lo Wang, Guardiano del Gallo: Un eccellente stratega. Il suo aspetto e la voce si basa su una versione giovane di Sean Connery. Il colore del suo bracciale del potere è di colore bianco con una gemma viola/blu e gli dà armatura che assomiglia a un gallo.
- Chow, Guardiano del Cane: È piuttosto testardo ed irascibile. Il suo bracciale del potere è di colore oro con una pietra color viola e gli dà più corpo e capelli più lunghi artigli.
- Shoong, Guardiano del Maiale: è un uomo grasso e alto, ma una volta attivato il suo bracciale del potere (di colore nero con una gemma di luce viola), diventa assai più muscoloso e viene dotato di armatura. In un episodio, il maestro Shoong sembra di essere il maestro di Ang e Xuan Chi.
- Ming, Guardiana del Topo: è una ragazzina, e il suo bracciale del potere è di colore nero con una gemma rosa intenso e le dà una treccia lunga come una coda di topo e lunghi artigli di metallo e armature. Il bracciale del topo permette a Ming di trasformarsi in qualunque cosa. Tale trasformazione non è però perfetta, dato che lascia sempre un particolare che la distingue dal reale, ovvero la sua sempre presente lunga treccia e il bracciale (ad esempio, quando si è trasformata in un serpente).
- Robbie, Guardiano del Bufalo: Un ragazzino di 8 anni, che quando attiva il potere del Bufalo si trasforma in un uomo adulto e muscoloso. Il suo bracciale del potere è di colore oro con una pietra preziosa arancio-rosa e gli dà armatura con un casco con il corno di bufalo. Nasconde il bracciale del potere dentro alla sua palla.
- Billy, Guardiano della Capra: Il suo bracciale è di colore oro con una pietra turchese e lo trasforma in un essere metà capra e metà umano con corna di ariete e la pelle della capra; in questo stato è in grado di creare dei piccoli terremoti. Esattamente come tutti gli altri undici Guardiani dello Zodiaco, egli possiede un collegamento spirituale con tutti i propri predecessori che sono stati Guardiani della Capra come lui, tra cui May Yin, madre di Aang e Ling.
- Cobra, Guardiana del Serpente: Il suo bracciale del potere è di colore rosso con una gemma di colore giallo, e le conferisce una pelle come quella di un serpente, il suo veleno e un corpo molto elastico.
- Hye, Guardiana della Lepre: Visto che lei non può permettersi di lasciarsi andare a emozioni forti, non riesce a sentire niente tanto per Ang, ma riferisce a Beingal che lei è il compagno in arme di Ang, e che lei non potrà mai essere sostituita. Il suo bracciale del potere è di colore verde con una pietra preziosa arancio, ma non vediamo mai il suo potere. La sua prima apparizione è nell'episodio 14 Le quattro sorelle.
- Mana Ho, Guardiana del Cavallo: Una donna alta e bionda che quando ride ricorda il nitrito di un cavallo. Il suo bracciale del potere è di colore rosso con una gemma blu, ma non si vede mai il suo potere. Appare nell'episodio 18.
- K-Ho, Guardiano del Cane Ombra: Ling sembra aver perso la testa per questo bel giovane, ma Ang, d'altra parte, sembra non andare d'accordo con questo lupo ombra. Presta particolare attenzione all'equilibrio dell'universo e non alla conquista del mondo, a differenza degli altri Guardiani Ombra.
- Yin Wi, Guardiana del Topo Ombra: È la sorella dell'imperatore, ed ex-fidanzata di Ang. Ha deciso di distruggere Ang dopo la fine della loro storia. Yin Wi è anche la rivale di Ming, ed è rimasta imprigionata per migliaia di anni da un Drago Dorato sconosciuto nel lontano passato.
- Victor, Guardiano del Bufalo Ombra: È un ragazzino, analogalmente al suo rivale Robbie.
- Chang Wo, Guardiano della Scimmia Ombra: È rivale di Xuan Chi, ed è capace di trasformarsi in un gorilla antropomorfo.
- Sabre Claw, Guardiano della Tigre Ombra: Rivale di Beingal, la sua arroganza è pari soltanto alla sua lealtà verso il terribile Imperatore dello Yin. Convinto che il suo potere sia superiore a chiunque altro, egli cerca di rubare il bracciale di Beingal e assorbire il suo potere, diventando così ancora più forte.
- Tex, Guardiano del Cavallo Ombra: è per la precisione Guardiano del Tempio dello Stallone Ombra. Non si sa se Tex sia il suo vero nome o se sia solo un nomignolo datogli da Yin Wi. Sta di fatto che, proprio come K-Ho, piuttosto che unire le proprie forze a Yin Wi o L'Imperatore dello Yin, preferisce piuttosto rivolgere la propria attenzione all'equilibrio dell'universo.
- Bastet: Antica dea egizia.
- Re Giaguaro: È un antico dio Maya, possibilmente Bahlam, venerato dallo stesso popolo Maya, reincarnatosi nella forma mortale/umana di un re morto che ha creduto nei giaguari. Possiede ben due bracciali, ossia quello della Tigre Ombra e quello della Tigre Dorata, e può quindi accedere a due trasformazioni anziché una sola rispetto a tutti gli altri guardiani; può anche passare tra una trasformazione all'altra (e ritornare umano) con facilità. La sua prima trasformazione è quella di un giaguaro dalla pelle nera/blu scura e senza macchie (come la statua dal quale è stato riportato in vita) e occhi gialli; l'altra è un giaguaro grigio-nero con macchie ai suoi fianchi e senza coda. Appare in un episodio dove egli si innamora di Beingal e la ipnotizza in modo che lei diventa la sua regina consorte.
- May Yin, madre di Ang e Ling: È stata precedentemente guardiano del tempio della capra e combatteva a fianco del precedente drago dorato (il padre di Ang e Ling). Adesso abita nel tempio della Capra, anche se si pensava fosse morta. Perse la memoria per un attacco del Maestro dello Zodiaco e perciò non si ricorda di Ang e Ling. Resta comunque amica del maestro Chin che sa della sua amnesia, ma non lo rivela ai ragazzi. È stato proprio lui a far sposare lei con il padre dei due draghi.
- Il padre di Ang e Ling: è il precedente Guardiano del Drago Dorato.

## Doppiaggio
| Nome del personaggio | Doppiatore originale | Doppiatore italiano |
| -------------------- | -------------------- | ------------------- |
| Ang                  | Alan Marriot         | Francesco Pezzulli  |
| Ling                 | Larissa Murray       | Antonella Baldini   |
| Maestro Zodiaco      | Gary Martin          | Stefano De Sando    |
| Maestro Kin          | Dan Russell          | Luciano De Ambrosis |
| Xuan Chi             | Mark Silk            | Marco Baroni        |
| Beingal              | Lucy Porter          | Stella Musy         |

## Episodi

### Prima stagione
1. Il predestinato (prima parte)
2. Il predestinato (seconda parte)
3. Il potere della tigre
4. Un divo del cinema
5. La terra trema
6. Le apparenze ingannano
7. Una lezione di vita
8. La perdita di memoria
9. Alla ricerca di Ang
10. Il bracciale scomparso
11. Il maestro del Chi rosso
12. L'ultimo drago
13. La forza del cuore
14. Le quattro sorelle
15. Attacco al tempio del topo
16. L'armatura cinese
17. Il ladro del potere
18. La mossa del cavallo
19. Il ritorno del vecchio guardiano scimmia
20. Veleno
21. L'Imperatore dello Yin oscuro
22. Un terribile esperimento
23. Il gioco dei guardiani
24. Di nuovo insieme
25. Il bracciale della scimmia
26. Doppio drago

### Seconda stagione
1. Il tempio del drago ombra (prima parte)
2. Il tempio del drago ombra (seconda parte)
3. Il potere del lupo ombra
4. Gatti, cani e draghi
5. Prendere in due
6. AIUTO!
7. L'attacco del topo ombra
8. Incantato
9. Amici o Nemici
10. Il guardiano della scimmia
11. Un cane coraggioso
12. Il cuore del drago
13. La vita